# 蒋英 (植物学家)

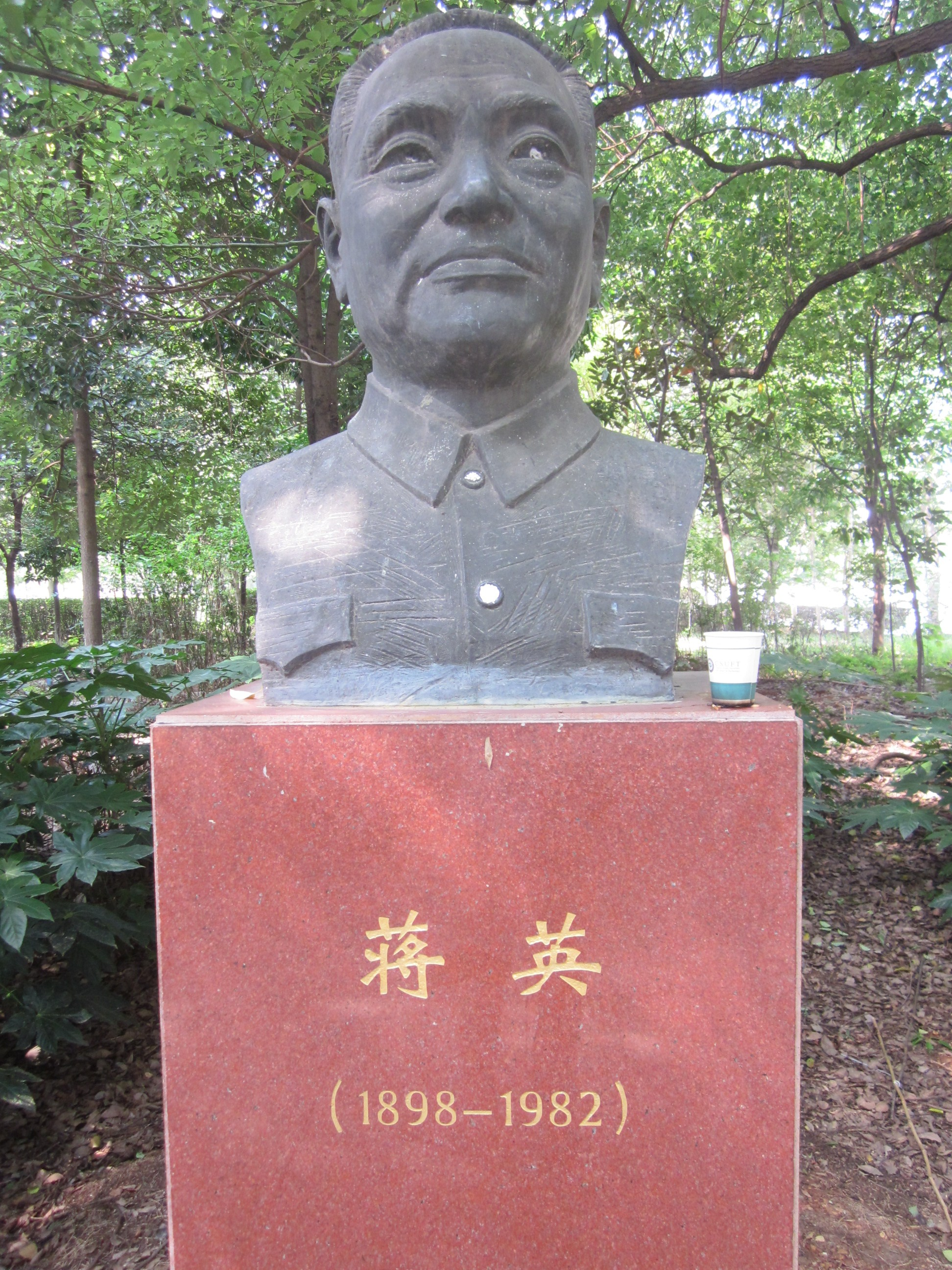
中南林业科技大学校园里的蒋英半身雕像

蒋英（1898年11月6日—1982年3月6日），原名蒋积英、号菊川，江苏昆山人，中国植物分类学家。

## 生平
蒋英1917年毕业于苏州晏成中学后，进入沪江大学文学院学习。1919年中断学业，并于1920年考入金陵大学农学院林学系。1925年毕业，同时获纽约大学林学士学位。次年起任教于安庆农业专门学校。1928年赴广州，任教于国立中山大学。1930年，出任国立中央研究院自然博物馆植物标本室主任。1933年，回中山大学任教。1942年，出任中大农林植物学部主任、农林植物研究所代理主任。中日战争结束后他于1946年赴台湾考察，任台湾省林业试验所技正、台北植物园园长。中华人民共和国成立后，蒋英先后任教于中山大学、华南农学院、广东林学院、中南林学院、广东农林学院、中国科学院华南植物研究所。此外，他还曾任中国植物学会名誉理事长、中国科学院植物组专门委员，是第三、四届全国人大代表，第五届全国政协常委。
蒋英主要从事植物分类学研究，尤其在夹竹桃科、萝藦科、番荔枝科分类研究中有突出成就。他共发现植物新种230个、新属10个，并编写了《中国植物志》第30卷第2分册与第63卷。